# George Macartney
George Macartney, conde de Macartney (14 de mayo de 1737 - 31 de mayo de 1806) fue un estadista, administrador colonial y diplomático británico. Macartney encabezó la primera embajada del Reino Unido ante el Imperio Chino. A menudo se le recuerda por su observación de que, tras su expansión territorial debida al Tratado de París, Gran Bretaña controlaba ahora "un vasto Imperio, en el que nunca se pone el sol".

## Primeros años
Macartney pertenecía a una antigua familia escocesa, los Macartney de Auchenleck, Kirkcudbrightshire, que se había establecido en 1649 en Lissanoure, en Loughguile, County Antrim, Irlanda del Norte, donde nació. Era el único hijo de George Macartney y Elizabeth Winder. Tras graduarse en el Trinity College de Dublín en 1759, entró en el colegio de abogados del Temple, Londres. A través de Stephen Fox, hermano mayor de Charles James Fox, se convirtió en un protegido de Lord Holland, un poderoso ministro whig.
Nombrado enviado extraordinario a Rusia en 1764, consiguió negociar con Catherine II una alianza entre Gran Bretaña y Rusia. En 1768 fue elegido parlamentario en la Cámara de los Comunes irlandesa como diputado por el distrito de Armagh, y fue nombrado Secretario Jefe para Irlanda, uno de los principales funcionarios del gobierno británico en Irlanda. Tras dimitir de este cargo, fue nombrado caballero de la Orden del Baño.
En 1775 se convirtió en gobernador en las Indias Occidentales Británicas y en 1776 fue ennoblecido como Barón Macartney del Reino de Irlanda. Entre 1780 y 1781 fue miembro del Parlamento Británico como diputado por Bere Alston, un notorio burgo podrido.

## Granada
Macartney dedicó gran parte de su carrera al servicio colonial y diplomático. Su primer gran cargo fue el de gobernador de Granada entre 1776 a 1779. Durante su gobierno, la isla fue capturada en julio de 1779 por la flota real francesa del conde d'Estaing, en el marco de la guerra de la independencia americana. Tras perder el control de las fortificaciones de la Colina del Hospital, una posición defensiva esencial situada en una prominencia que domina Saint George, la capital de la isla, Macartney optó por rendirse incondicionalmente. Macartney fue capturado por los franceses y enviado a Francia como prisionero de guerra.

## Madrás
Macartney fue liberado en 1780 y regresó a Inglaterra, donde el hecho de haber sido hecho prisionero jugó a su favor. En 1781, fue nombrado gobernador de Madrás (ahora conocido como Chennai), cargo que ocupó hasta 1785. Durante su mandato como gobernador, se inició la renovación y el refuerzo de las murallas del Fort St. George tras el asedio de Thomas de Lally, y se completó en 1783. Fue también durante esta época cuando se levantaron la mayoría de los edificios y barracones de la parte occidental del Fuerte. La calle del Palacio, el Arsenal, la plaza de Hanover y el cuartel occidental se construyeron durante esta época. También se modificaron las calles de la parte oriental del Fuerte.
Fue también durante esta época cuando se creó la primera fuerza policial de Madrás. Stephen Popham, otro residente británico y promotor urbanístico de la calle conocida como Pophams Broadway, presentó un plan a Macartney para el establecimiento de una fuerza policial regular para Madrás y para la construcción de desagües directos y transversales en cada calle. Popham también abogó por medidas para la denominación y el alumbrado de las calles, por el registro regular de nacimientos y defunciones y por la concesión de licencias para la venta de licores, arrack y toddy shops. Posteriormente se creó una Junta de Policía asistida por un Kotwal. El Kotwal sería el oficial de los mercados bajo el Superintendente de Policía.
Macartney estuvo a cargo de la negociación del Tratado de Mangalore que puso fin a la Segunda Guerra Anglo-Mysore en 1784. Macartney rechazó el cargo de gobernador general de la India (entonces los territorios británicos administrados por la Compañía Británica de las Indias Orientales) y regresó a Gran Bretaña en 1786.

## Embajador en China

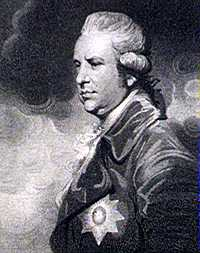
Lord Macartney

En recompensa a sus servicios en la India, Macartney fue elevado al título de conde Macartney del reino de Irlanda en 1792. Ese mismo año, Macartney accedió a encabezar la primera embajada oficial de Gran Bretaña a China. La conocida como Embajada Macartney se organizó a instancias de la Compañía Británica de las Indias Orientales, que intenta por medio de la misma suavizar las estrictas restricciones al comercio con occidente que el Imperio Chino había establecido en 1757 por medio del Sistema de Cantón. Macartney tenía el mandato de negociar la apertura de varios puertos comerciales del norte de China al comercio, y en general favorecer los intereses comerciales británicos. Macartney partió a bordo de un buque de guerra de 64 cañones, el HMS Lion bajo el mando del capitán Sir Erasmus Gower con destino a China en septiembre de 1792 a la cabeza de una gran delegación británica. 
La embajada fue un fracaso. Al llegar a Macao a comienzos de 1793, Macartney tuvo grandes dificultades para conseguir el permiso del virrey de Cantón, Fuk'anggan, para atracar en Cantón y presentar sus credenciales. Tras unas arduas negociaciones, los británicos consiguieron disuadir al virrey de que pidiera permiso al emperador Qianlong para que la embajada pudiera proseguir su camino hasta Pekín. Fuk'anggan negoció esto último con la convicción de que Macartney pretendía rendir tributo al emperador, lo que alteró las expectativas diplomáticas de la corte imperial china al respecto. Al llegar a Tientsin en junio de 1793, Macartney fue informado de que el emperador había trasladado la corte a Rehe, su residencia estival más allá de la Gran Muralla. La embajada británica tuvo que negociar ser escoltada hasta Rehe, lo que forzó a Macartney a dejar atrás a buena parte de su séquito y de los regalos que traían para Qianlong.
Al llegar a Rehe en septiembre de 1793, Macartney protagonizó una serie de incidentes protocolarios. Primeramente, fue recibido por Heshen, favorito del emperador Qianlong, quien amonestó a Macartney por negarse a postrarse ante el propio Heshen, y hubo de entablar negociaciones para evitar la protocolaria postración ritual ante el emperador Qianlong, al considerar Macartney que tal ceremonia era propia de vasallos del emperador, y no del representante de un monarca extranjero en condiciones de igualdad con el emperador de China. Tras un tira y afloja, Qianlong accedió a recibir a Macartney a cambio de que este realizara una única postración (o reverencia) en lugar de las nueve habituales. Según parece, la recepción por parte de Qianlong fue generalmente positiva y agradable. Sin embargo, el emperador fue poco receptivo a las peticiones de Macartney. Tras abrirse a considerar la petición de apertura comercial, Macartney y su embajada fueron despachados de Rehe, y volvieron a Pekín con la creencia de que el emperador había accedido a sus peticiones. Sin embargo, esto no fue así; al llegar a Tientsin, Macartney recibió un decreto imperial en el que Qianlong ordenaba a Jorge III que desistiera de su intento de forzar la apertura comercial, y explicaba en detalle sus razones para negarse a conceder las peticiones de la embajada. El tono del decreto, siguiendo el lenguaje ritual chino, escandalizó a Macartney:

Si, tras haber recibido este explícito decreto, decides a la ligera atender a las peticiones de tus subordinados y permites a los mercaderes bárbaros proceder a Chekiang y Tientsin con el objeto de tomar tierra y comerciar allí, las ordenanzas de mi Imperio Celestial son estrictas en grado sumo, y los funcionarios locales, tanto civiles como militares, están obligados a obedecer la ley con reverencia. Si tus barcos tocan tierra, tus mercaderes jamás tendrán permitido desembarcar o residir allí, y serán expulsados inmediatamente. En ese caso, tus mercaderes bárbaros habrán hecho un largo viaje en vano. ¡No digas que no fuiste avisado¡ ¡Obedece estremecido y no muestres negligencia! ¡Un mandato especial!
Emperador Qianlong:Segundo Edicto al Rey Jorge III de Gran Bretaña, 1792

La embajada de Macartney es históricamente significativa porque marcó una oportunidad perdida por los chinos para avanzar hacia algún tipo de acomodación con Occidente. Este fracaso continuaría asediando a la Dinastía Qing mientras se enfrentaba a crecientes presiones extranjeras y disturbios internos durante el siglo XIX. Tras el fracaso de Macartney, el Sistema de Cantón se mantuvo. La embajada regresó a Gran Bretaña en 1794 sin obtener ninguna concesión de China. Sin embargo, la misión pudo interpretarse como un éxito porque trajo consigo observaciones detalladas. Sir George Staunton fue el encargado de elaborar el relato oficial de la expedición tras su regreso. Esta obra de varios volúmenes se extrajo principalmente de los documentos de Macartney y de los de  Erasmus Gower, que fue comandante de la expedición. Gower también dejó un registro más personal a través de sus cartas privadas al almirante John Elliot y al capitán Sir Henry Martin (Interventor de la Armada). Joseph Banks, el Presidente de la Royal Society, se encargó de seleccionar y organizar el grabado de las ilustraciones de este registro oficial.
Se esperaba que Macartney dirigiera una embajada a Japón después de completar su misión en China, pero sus esperanzas de poder ir a Japón se acabaron al confirmarse, cuando regresó a Cantón, la noticia del estallido de la guerra con Francia y, en consecuencia, la vulnerabilidad de sus barcos a los ataques de los cruceros franceses que operaban desde Batavia. El 23 de diciembre de 1793, Macartney anotó en su diario: "He renunciado a mi proyectada visita a Japón, que (aunque ahora menos seductora en perspectiva) siempre ha sido para mí una aventura favorita como posible apertura de una nueva mina para el ejercicio de nuestra industria y la compra de nuestras manufacturas".

## Vida posterior
A su regreso de una misión confidencial en Italia en 1795, fue nombrado Barón Macartney del Reino de Inglaterra, y a finales de 1796 fue nombrado gobernador del recién adquirido territorio de la Colonia del Cabo, donde permaneció hasta que la mala salud le obligó a dimitir en noviembre de 1798. A principios de 1797 se le pidió que ayudara en el plan propuesto para enviar una fuerza de ataque desde el Cabo bajo el mando del general de división J. H. Craig a la costa suroeste de Hispanoamérica a través de la colonia británica de Nueva Gales del Sur. Murió en Chiswick, Middlesex, el 31 de mayo de 1806, extinguiéndose el título.  Tras la muerte de su viuda (Lady Jane Stuart, hija de 3er Conde de Bute; se casaron en 1768), sus propiedades pasaron a su sobrina, cuyo hijo tomó el nombre.